# Miód oczyszczony
Miód oczyszczony (FP III: mel depuratum) – miód pozbawiony domieszek, takich jak woski, substancje białkowe, pyłki kwiatowe.
W celu oczyszczenia miodu naturalnego należy 40 gramów miodu rozpuścić w 60 gramach wody. Otrzymany roztwór zmieszać z 3 gramami glinki białej i ogrzewać na łaźni wodnej przez 30 minut. Po przestudzeniu gorący jeszcze roztwór przesączyć. Przesącz odparowuje się na łaźni wodnej do uzyskania płynu o gęstości 1,33–1,36 g/ml. Podczas ogrzewania substancje nierozpuszczalne oraz rozpuszczone koloidalnie zostają zaadsorbowane na glince białej, enzymy ulegają inaktywacji, a białka – koagulacji.

## Zastosowanie
Miód oczyszczony ma działanie wzmacniające i tonizujące, w większych dawkach może działać przeczyszczająco. Ponadto jest środkiem osłaniającym górne drogi oddechowe oraz poprawiającym smak leków. Służy do otrzymywania miodów leczniczych. Sporządza się je z dodatkiem sacharozy, używając jej w większej ilości niż miodu, ze względu na lepszą rozpuszczalność.